# 抗利尿ホルモン不適合分泌症候群
抗利尿ホルモン不適合分泌症候群（こうりにょうほるもんふてきごうぶんぴつしょうこうぐん、英:Syndrome of inappropriate secretion of antidiuretic hormone:以下、頭文字を用いてSIADHと記載）とは、尿量を減少させる作用を持つホルモンであるバソプレッシンが血漿浸透圧に対して不適切に分泌、または作用することによって起こる症候群。

## 内分泌作用
バソプレッシンは、脳下垂体後葉から分泌されるペプチドホルモンである。バソプレッシンは血管を収縮させて血圧を上昇させる作用のほかに、腎臓での水再吸収を促進させることにより尿量を減少させる作用を持つ。バソプレッシンはこの二つの作用により循環血液量と血圧の維持を行っている。後者の作用のため、「バソプレッシンは「抗利尿ホルモン(英:Antidiuretic hormone：ADH)」とも言われる。ADHの分泌は血漿浸透圧の上昇（すなわち、水分の減少＝循環血液量の減少）および血圧の低下により促進され、その逆では抑制される。

## 原因
SIADHは、血漿浸透圧が低下しているにもかかわらずADHの分泌が不適切に多いか、あるいは腎臓のADHに対する感受性が高まっているために起こる。単独の病気として起こることは基本的になく、別の疾患の合併症あるいは部分症状として発症する。
ADHの不適切な分泌の原因としては、以下がある。
- 脳神経系 - 髄膜炎、脳炎、脳卒中（くも膜下出血、脳出血、脳梗塞）、脳腫瘍、ギランバレー症候群等
- 肺疾患 - 肺癌（特に小細胞癌など）、肺結核、肺アスペルギルス症、気管支喘息等
- 薬剤性 - ビンクリスチン、カルバマゼピン、クロフィブラート等
- 他 - 膵癌

## 病態
ADHの過剰分泌、ないしは過剰作用によって腎臓における水の再吸収が亢進し、循環血液量（正確には細胞外液量）が増加する。その結果、血液が希釈され低ナトリウム血症を来たす。一方で、循環血液量の増加はナトリウムの排泄を増加させるため（糸球体濾過量の増加や、心房性ナトリウム利尿ペプチドの分泌が亢進することによる）、低ナトリウム血症はさらに進行する。

## 臨床像
循環血液量の増加に伴って尿量は増加するため、尿量の減少（乏尿）は目立たない。浮腫となることも通常はない、あるいは基礎疾患に伴う浮腫のためにSIADHによる浮腫として認識されない。低Na血症での意識障害や痙攣などの神経症状で発現する場合が多い。
実際には、別の目的で行われた血液検査によって偶然に低ナトリウム血症が発見されることからSIADHが診断されることが多い。

## 検査所見
血液所見
血漿浸透圧の低下、血清ナトリウム濃度の低下（低Na血症）がみられる。ADHの測定を実際に行う必要があることは少ないが、測定すると必ずしも高値ではないことが多い。これは、SIADHではADHが異常に多量に分泌されているわけではなく、血漿浸透圧が低下してもADHの分泌量が減少しないことによって発症しているからである。ADH産生性腫瘍によるSIADHは例外で、ADHの著明な高値を認める。

尿所見
尿量は必ずしも減少しない。低Na血症および血漿浸透圧の低下があるにもかかわらず、尿浸透圧が比較的高い(100mOsm/kg以上)こと、尿中ナトリウム排泄量が多い(20mEq/日以上)ことが特徴的所見である。

## 診断
副腎不全や慢性原発性副腎皮質機能低下症（アジソン病）の急性増悪（アジソンクリーゼ）を鑑別する必要がある。これらはいずれも、低ナトリウム血症と尿中へのナトリウム排泄亢進を示すからである。下痢・嘔吐に伴う低浸透圧性の脱水も鑑別されなければならない（治療法が正反対である）。

## 治療
水分制限が第一の治療である。
薬物治療としては、以下がある。フロセミドなどのループ利尿薬はあまり有効ではなく、電解質代謝異常を却って悪化させる可能性もあるため投与には慎重を要する。また、神経症状が出現しているような場合には高張食塩水の点滴を行うが、急速に低ナトリウム血症を補正しようとすると重篤な中枢神経障害を起こす危険がある（急速に上昇した血漿浸透圧のために、脳から水が吸いだされてしまうため）。そのため、低ナトリウム血症の補正は緩徐に慎重に行わなければならない。
テトラサイクリン系抗生物質
腎に対するADHの作用を阻害するため、低ナトリウム血症が遷延する例では投与が考慮される。
モザバプタン（フィズリン）
異所性ADH産生腫瘍によるSIADHの場合に使用適応。
トルバプタン（サムスカ）
日本では本疾患への保険未承認であるが、欧州では承認済。